# ارتش ۵ ترکیبی گارد
ارتش ۵ ترکیبی گارد (انگلیسی: 5th Guards Combined Arms Army) یک ارتش میدانی نیروی زمینی روسیه در منطقه نظامی شرقی است. این ارتش در سال ۱۹۳۹ تشکیل شد، در طول تهاجم شوروی به لهستان در همان سال خدمت کرد و در بخش جنوبی خط دفاعی شوروی، زمانی که عملیات بارباروسا آدولف هیتلر در ژوئن ۱۹۴۱ در طول جنگ جهانی دوم آغاز شد، مستقر گردید. در ماه‌های اول فاجعه‌بار بارباروسا، ارتش پنجم در اطراف کی‌یف محاصره و نابود شد. ستاد فرماندهی و پادگان ارتش ۵ ترکیبی در اوسورییسک قرار دارد.
این واحد که تحت نظر دمیتری للیوشنکو و لئونید گوفوروف بازسازی شد، در آخرین سنگر دفاع از مسکو و سپس در رشته‌ای از عملیات‌های تهاجمی و دفاعی که در نهایت منجر به بازپس‌گیری تمام خاک شوروی و پیشروی به غرب، سپس لهستان و فراتر از آن به خود آلمان شد، نقش داشت. خود ارتش پنجم تنها تا پروس شرقی پیشروی کرد و سپس برای شرکت در حمله شوروی به ژاپن به شرق منتقل شد. از سال ۱۹۴۵ تحت پرچم شوروی و اکنون روسیه، بخشی از منطقه نظامی خاور دور را تشکیل داده و از مرز با چین مراقبت می‌کند.